# Llyn Aled
Llyn Aled är en sjö i Storbritannien.   Den ligger i riksdelen Wales, i den södra delen av landet, 290 km nordväst om huvudstaden London. Llyn Aled ligger 372 meter över havet.  I omgivningarna runt Llyn Aled växer i huvudsak blandskog.